# Pine Bluffs
Pine Bluffs est une municipalité américaine située dans le comté de Laramie au Wyoming.
Lors du recensement de 2010, sa population est de 1 129 habitants. La municipalité s'étend sur 3,22 milles carrés (8,34 km2).